# Емелевы
 Емелевы  — деревня в Афанасьевском районе Кировской области в составе Ичетовкинского сельского поселения.

## География
Расположена на расстоянии примерно 16 км на север-северо-восток от райцентра поселка  Афанасьево.

## История
Была известна с 1891 года как починок Кучка Русских или Емелевский, в 1905 в починке (тогда Емелевское или Евстафия Русских) дворов 9 и жителей 44, в 1926 (Емелевская) 10 и 64, в 1950 13 и 39, в 1989 году 4 жителя. Настоящее название утвердилось с 1978 года.  

## Население
Постоянное население составляло 5 человек (русские 100%) в 2002 году, 4 в 2010.